# غدوف
غدوف (بالروسية: Гдов) هي إحدى مدن روسيا في الكيان الفدرالي الروسي بسكوف أوبلاست.

## أعلام
- تانيا سافيتشيفا
- ديمتري إيفانوفسكي